# 一万円硬貨
一万円硬貨（いちまんえんこうか）は、日本の硬貨の額面の一つ。記念貨幣としてのみ存在し、材質としては銀貨と金貨が存在する。

## 記念貨幣

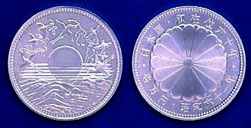
天皇陛下御在位60年記念1万円銀貨

1万円銀貨
- 天皇陛下御在位60年記念1万円銀貨
直径35mm、量目20g、品位は純銀、周囲はギザあり。

1万円金貨

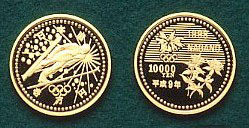
長野オリンピック冬季競技大会記念1万円金貨

- 長野オリンピック冬季競技大会記念1万円金貨（図柄は3種類あり）★
- 天皇陛下御在位10年記念1万円金貨☆★
- 2002 FIFAワールドカップ記念1万円金貨
- 2005年日本国際博覧会記念1万円金貨
- 天皇陛下御在位20年記念1万円金貨☆
- 東日本大震災復興事業記念1万円金貨（図柄は4種類あり）
- 2020年東京オリンピック・パラリンピック競技大会記念1万円金貨（図柄はオリンピック2種類、パラリンピック1種類の合計3種類あり）☆
- 天皇陛下御在位30年記念1万円金貨☆
- ラグビーワールドカップ2019日本大会記念1万円金貨
- 天皇陛下御即位記念1万円金貨☆
- 郵便制度150周年記念1万円金貨
- 近代通貨制度150周年記念1万円金貨
- 沖縄復帰50周年記念1万円金貨
- 2025年日本国際博覧会記念10000円金貨幣

年代順。以上いずれも品位は純金。☆は直径28mm・量目20g、それ以外は直径26mm・量目15.6g。周囲については、★は通常のギザ、それ以外は斜めギザ。以上の1万円金貨はいずれもプレミアム貨幣（貨幣の製造費用が額面価格を超える貴金属製の記念貨幣）である。